# مبنى تيمبل شيكاغو
مبنى تيمبل شيكاغو هو كنيسة يقع في القاعدة وفي الطوابق القصوى من شيكاغو معبد البناء، ناطحة سحاب في شيكاغو، إلينوي. الجزء العلوي من المبنى على ارتفاع 173 متر (568 قدم).

## التاريخ
تأسست الجماعة في عام 1831 وبناء كوخ خشبي على الضفة الشمالية ل نهر شيكاغو في عام 1834. وفي عام 1838، انتقلت المقصورة عبر النهر إلى الزاوية واشنطن وكلارك الشوارع. وقد تم الانتهاء من الهيكل الحالي بعد نقاش داخل الجماعة ما إذا كان ينبغي أن تظل الكنيسة في وسط شيكاغو أو بيع الممتلكات القيمة والانتقال إلى مناطق الضواحي المتنامية.
الجماعة ما يقرب من 60 ٪ من البيض و 16 ٪ من السود، ويمكن 20 ٪ آسيويين [بحاجة لمصدر] وتبقى مُختلطة من المكونات، ويتم تبادل السلع والأموال والخبز والطعام مرة كل أسبوعيين من أجل التعاون والتعرف على التنوع في الكنيسة.[بحاجة لمصدر]

## مبنى تيمبل شيكاغو
معبد مبنى شيكاغو هو 173 متر (568 قدم) طويل القامة الكنيسة ناطحة سحاب تقع في 77 شارع جورج واشنطن في شيكاغو، إلينوي، الولايات المتحدة الأمريكية. فهي موطن ل جماعة الكنيسة الميثودية المتحدة الأولى من شيكاغو. تم الانتهاء منه في عام 1924 ولديها 23 طابقا مخصصة لل استخدام الديني والمكاتب. ومن خلال قياس واحد أطول مبنى كنيسة في العالم على أساس المسافة من مدخل مستوى الشارع الكنيسة إلى أعلى برج الكنيسة أو قبة. وعلى الرغم من ذلك بالنص أن استخدام مبنى الكنيسة أن يكون كليا أو شبه مكرسة تماما ل أغراض دينية، ثم، من خلال هذا المعيار، أولم الوزراء في أولم، ألمانيا في 530 قدم في الارتفاع هو أطول كنيسة في العالم.
وكان أطول مبنى في شيكاغو في الفترة من 1924 حتى عام 1930، عندما تفوقت عليها في مبنى مجلس شيكاغو للتجارة. وشملت هذه المطالبة ارتفاع برج الكنيسة للحفاظ على اللقب عبر بناء اكر الشرق 35 الذي افتتح في عام 1927 .
تم بناء المبنى في إطار من الصلب تواجه الحجر الجيري وصمم على الطراز القوطي الجديد من قبل شركة ل في Holabird وروش. خلال التخطيط والبناء، وبناء يسمى مدينة معبد، ولكن بحلول موعد الانتهاء، تم تغيير الاسم إلى شيكاغو معبد.
ويضم المبنى ثلاث محميات
- ملاذ 1الأول هو أربعة طوابق في الطابق الأرضي مع المقاعد المتوفرة ل 1000 شخص.
- الملاذ الثاني ويعرف أيضاً باسم «مصلى ديسكون» وفي الطابق الثاني يقع
- الملاذ الثالث والمعروف أيضاً باسم «مصلى سكاي» هو اصغر ملاذ ويقع في قاعدة البرج مع ويكفي 30 شخص فقط.

## انظر ايضاً
- قائمة أطول المباني في شيكاغو

## وصلات خارجية
- First United Methodist Church
- United Methodist Church - congregational entry
- Emporis: Chicago Temple Building
- SkyscraperPage
- First United Methodist Church